# Gortyna franciscae
Gortyna franciscae is een vlinder uit de familie uilen (Noctuidae). De wetenschappelijke naam is voor het eerst geldig gepubliceerd in 1913 door Turati.
De soort komt voor in Europa.